# Will Hay
William Thomson Hay (Stockton-on-Tees, 6 december 1888 — Chelsea, 18 april 1949) was een Brits komiek, acteur, filmregisseur en amateurastronoom. Tot zijn bekendste films behoren onder andere Oh, Mr. Porter!, Good Morning, Boys en The Ghost of St. Michael's.

## Komiek en acteur
Hay was in het noordoosten van Engeland geboren in Stockton-on-Tees dat toentertijd nog in Durham lag, maar verhuisde als kind naar Suffolk. School liep hij in Pendleton, een buurtschap van de City of Salford, die in die tijd nog in Lancashire lag. Hay volgde een opleiding tot ingenieur en ging aanvankelijk bij een ingenieursfirma werken, maar gaf hieraan op 21-jarige leeftijd de brui en leerde jongleren, nadat hij dit door W.C. Fields had zien doen. Voortaan bouwde hij een carrière in het variété op. Vanaf 1934 begon hij films te draaien, achtereenvolgens voor Elstree Studios, Gainsborough Pictures en Ealing Studios. Het productiefst was hij in samenwerking met regisseur Marcel Varnel, en met Moore Marriott en Graham Moffatt als medeacteurs. Zelf speelde Hay steeds de voornaamste rol in zijn films, en maakte gebruik van alle maniërismen en trucjes die hij in het variété geleerd had.
Zijn filmcarrière was al bij al van korte duur, maar daarentegen zeer opzienbarend. Na de zwarte komedie My Learned Friend uit 1943 heeft Hay geen films meer gemaakt. Wel werd hij aan het eind van de Tweede Wereldoorlog een populaire radio-ster met zijn Will Hay Programme, opgenomen in een kelder in Piccadilly Circus. In dit programma speelde hij zijn personage van schooldirecteur Dr Martin uit The Ghost of St Michael's, aan de zijde van onder anderen Charles Hawtrey, die later dankzij menig Carry On-film bekend zou worden. Het programma werd na vier maanden van de radio afgevoerd, naar verluidt door toedoen van een conflict met de BBC betreffende de scripts.

## Astronoom
In 1932 werd Hay Fellow van de Royal Astronomical Society. Hij had in zijn tuin een eigen observatorium en ontdekte in 1933 een witte vlek op Saturnus, die enkele maanden bestond. Tevens bouwde hij zijn eigen micrometer om de posities van kometen op te nemen, alsmede zijn zelf ontworpen knippercomparator. In 1935 schreef Hay het boek Through my Telescope, met een uitgebreid voorwoord door Sir Richard Gregory, geëmeriteerd professor in de astronomie aan Queen's College in Londen.
Voorts was Hay een der eerste particuliere vliegeniers en gaf, onder anderen, aan Amy Johnson vlieglessen. In 1942 diende hij als tweede luitenant bij de Royal Navy en gaf vervolgens astronomielessen aan de zeecadetten.
Hay was in 1907 gehuwd met Gladys Perkins, met wie hij twee dochters en een zoon kreeg, maar van wie hij in 1935 scheidde. In 1947 kreeg hij een herseninfarct, waardoor hij gehandicapt werd. Na een tweede infarct in 1949 overleed hij in zijn appartement in Londen.
Hay sprak vloeiend Frans, Duits, Italiaans, Noors en Afrikaans. Hij bezat de speciale gave, spontaan ondersteboven te kunnen schrijven.

## Films
- 1922: Playmates (Around the Town) (kortfilm zonder klank)
- 1933: Know Your Apples (kortfilm, verloren)
- 1934: Those Were The Days
- 1934: Radio Parade of 1935
- 1935: Dandy Dick
- 1935: Boys Will Be Boys
- 1936: Windbag the Sailor
- 1936: Where There's a Will
- 1937: Oh, Mr Porter!
- 1937: Good Morning, Boys
- 1938: Hey! Hey! USA!
- 1938: Old Bones of the River
- 1939: Ask A Policeman
- 1939: Convict 99
- 1940: The Big Blockade
- 1940: Where's That Fire?
- 1941: The Ghost of St. Michael's
- 1942: Go to Blazes
- 1942: The Goose Steps Out
- 1942: The Black Sheep of Whitehall
- 1943: My Learned Friend

- Bibliothèque nationale de France: cb169764356 (data)
- Gemeinsame Normdatei: 139147543
- International Standard Name Identifier: 0000 0000 7103 6925
- Library of Congress Control Number: n78064608
- MusicBrainz: 04d6b2bb-07ea-48a4-b794-d4d39b107cd2
- Nederlandse Thesaurus van Auteursnamen: 109681568
- Virtual International Authority File: 65266069
- WorldCat: E39PBJjHd4qWWW9XjT8fTwFBT3